# 湘南ひらつか七夕まつり
湘南ひらつか七夕まつり（しょうなんひらつかたなばたまつり）は、神奈川県平塚市で行われる七夕の祭りで、関東三大七夕祭りの一つ。

## 概要
開催日程は年度によって微妙に異なるものの、2007年までは7月7日と土日を挟んだ前後数日間に行われることがほとんどであった。2008年は7月4日～7月7日まで開催し、2009年からは最終日を日曜日にするべく7月第一木曜から4日間の開催になったため、開催日が7月7日に被らない年も出てくるようになった（例：2009年は7月2日（木）～5日（日）の開催）。7月開催の由来は、当時は新暦による開催地がなく注目度が増加することや、飾り物が旧暦の開催地に対し譲渡できる利点がある事などを、平塚市第7・8代市長の戸川貞雄が自著で述べている。ただし、例年梅雨が明けきっていないため雨天になりがちで、観客動員上問題視する向きもある。実際、2015年は開催期間中の全日程で雨天に見舞われた。
2011年以降は東日本大震災の影響等による安全対策優先のため、開催日程・エリア等の規模を縮小し、開催期間が7月第一金曜から3日間となった。特に2011年は節電対応のため夜の七夕飾り点灯が中止された。
七夕飾りは市全体で約3,000本、湘南スターモール（旧東海道本通り）には大型の竹飾りが83本飾り付けられている。七夕飾りは各商店が費用を負担しているため、展示規模の縮小化が懸念されている。一方、市民の竹飾り参加が近年顕著となっている。吹流しなどに電飾がなされており、昼間とは違う雰囲気が楽しめる。仙台七夕の飾りは和紙で作られていて電飾がなされておらず、深夜は片付けられるのに対し、平塚の飾りはソフトビニール製で電飾がなされており、夜も楽しめるところが異なる。

## 歴史
第二次世界大戦中、平塚市には海軍火薬廠があったため、1945年7月の空襲で焼野原となり、終戦後の1950年7月に復興まつりが開催された。その後、平塚商工会議所、および、平塚市商店街連合会が中心となり、仙台市の仙台七夕まつりを模範とした第1回「平塚七夕まつり」が1951年7月に行われた。1952年と1953年には「平塚七夕音頭」が発表された。回数を重ねるごとに規模が拡大していき、1957年の第7回平塚七夕まつりからは、当時の市長である戸川貞雄の方針により平塚市の主催となった。
1973年の第23回平塚七夕まつりでは、駅ビル建設問題などの諸問題から平塚市がいったん開催中止を宣言した。しかし、「伝統の火を消すな」と有志が立ち上がり、商工会議所が開催している。1993年の第43回から現在の「湘南ひらつか七夕まつり」との名称となった。平塚駅周辺の都市整備により、2005年より開催期間が5日から4日に縮小された。更に2011年以降は東日本大震災の影響等による安全対策優先のため開催期間が3日間となり、主催が湘南ひらつか七夕まつり実行委員会となっている。なお、七夕まつり実行委員会は平塚市と平塚商工会議所が合同で組織している。
2020年4月2日、新型コロナウイルス感染症の拡大を受け、「湘南ひらつか七夕まつり実行委員会（会長は落合克宏平塚市長、実行委員長は福澤正人平塚市観光協会会長）」から、2020年の七夕まつりの中止が決定が発表された。同様の理由で2021年も中止となったが、2022年度は露店の出店の全面禁止や、パレードの規模を大幅に縮小するなどの新型コロナウイルス感染症対策を行った上で規模を縮小して開催。2023年は7月7日～7月9日に引き続き規模を縮小した上で、見附台公園の一部にキッチンカーなどを活用した露店を出店するなどして開催される予定である。

## イベント
本祭3ヶ月前
- 湘南ひらつか織り姫セレクション（2012年～）
  - 1976年～2003年はミス七夕コンテスト、2004年～2010年は湘南ひらつか織り姫コンテスト、2011年は湘南ひらつか織り姫選考会で、本祭1ヶ月前に開催されていた。

本祭
- 中心市街
  - 七夕飾りコンクール（昼の部と夜の部に分けて行われる）
  - 湘南ひらつか織り姫と音楽隊パレード※2011～2013年は中止、2014年は2011～2014年の歴代織り姫が参加、2014年より音楽隊の規模を縮小し、かつて見られた県内の大学・諸団体の多くが姿を消した。
- 市内各地
  - 織り姫市中訪問
  - 七夕飾りコンクール（地区別）

2014年までは市民センターでもキャラクターショーやラジオ日本公開録音、マイ・ディズニージュニア公開録画など催しが行われていたが、耐震診断の結果2015年は使用不可となった。
その後市民センターは解体されたが、2022年からは跡地に建設された「ひらしん平塚文化芸術ホール」でイベントが行われるようになった。

## 各みどころ
- 紅谷町まちかど広場

市内保育園、幼稚園、小学生、学童保育などの七夕飾りが掲出される。
- 湘南スターモール（旧東海道本通り）・紅谷パールロード（平塚市道南町通り線の東半分）

湘南スターモールはフェスタロードと交わる「平塚駅北口」交差点からプラザロードと交わる「市民プラザ前」交差点までの、東西総延長655メートルに及ぶ。いずれもアーケードのある商店街で、「湘南ひらつか七夕まつり」のメーン会場となっている。期間中、趣向を凝らした大小さまざまな七夕飾りが展示される。
- 紅谷Beロード（平塚市道南町通り線の西半分）他

屋台が建ち並ぶエリアとなっている。
かつて屋台エリアであった明石町通りは2011年以降に、プラザロード（平塚市道海岸南中線）は2022年以降に、それぞれ交通規制の対象から外れている。
- 平塚MNビル四季の広場（平塚駅北口交差点角）

FM湘南ナパサの生放送が時々行われ、創作太鼓の演奏や歌手のステージなどが行われる。
- 見附台広場

屋台の出店と、ステージイベントが行われる。
かつてはひらつか市民プラザ前にステージがあり、FM湘南ナパサの生放送が行われていた。

## アクセス
七夕まつり開催中、会場周辺の道路は全面交通規制になる。
- JR東海道線平塚駅下車
  - 北口または西口北側を出ると七夕まつり会場に出られる。
- 小田急小田原線本厚木駅・伊勢原駅・秦野駅から平塚駅行神奈川中央交通バス利用、終点・平塚駅北口下車

この他2019年までは、相模川河川敷に臨時駐車場が開設され、臨時駐車場利用者のために平塚競輪場～平塚駅南口間でシャトルバスが随時運行されていた。

## ギャラリー

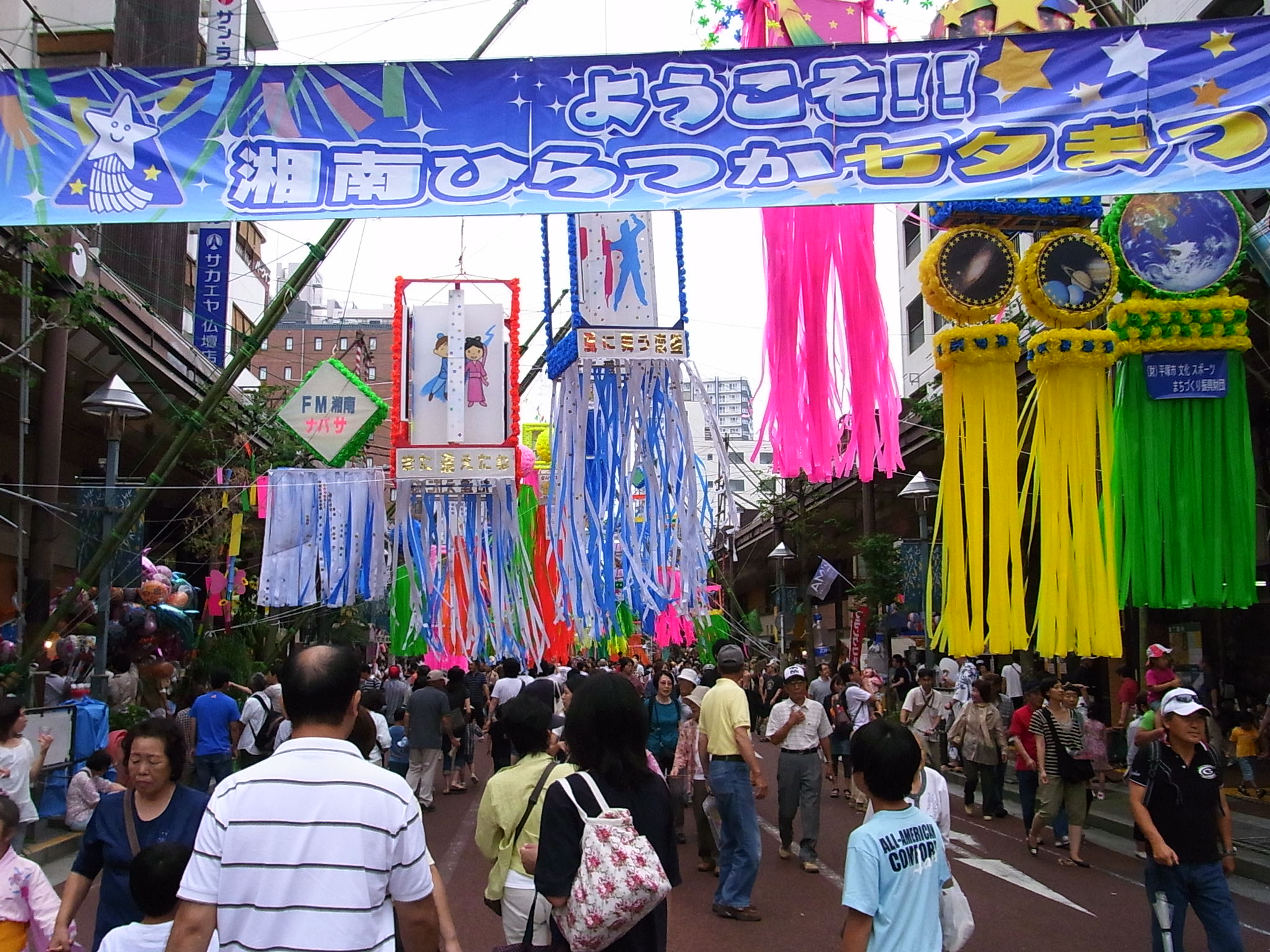
湘南ひらつか七夕まつり（2010年7月3日撮影）
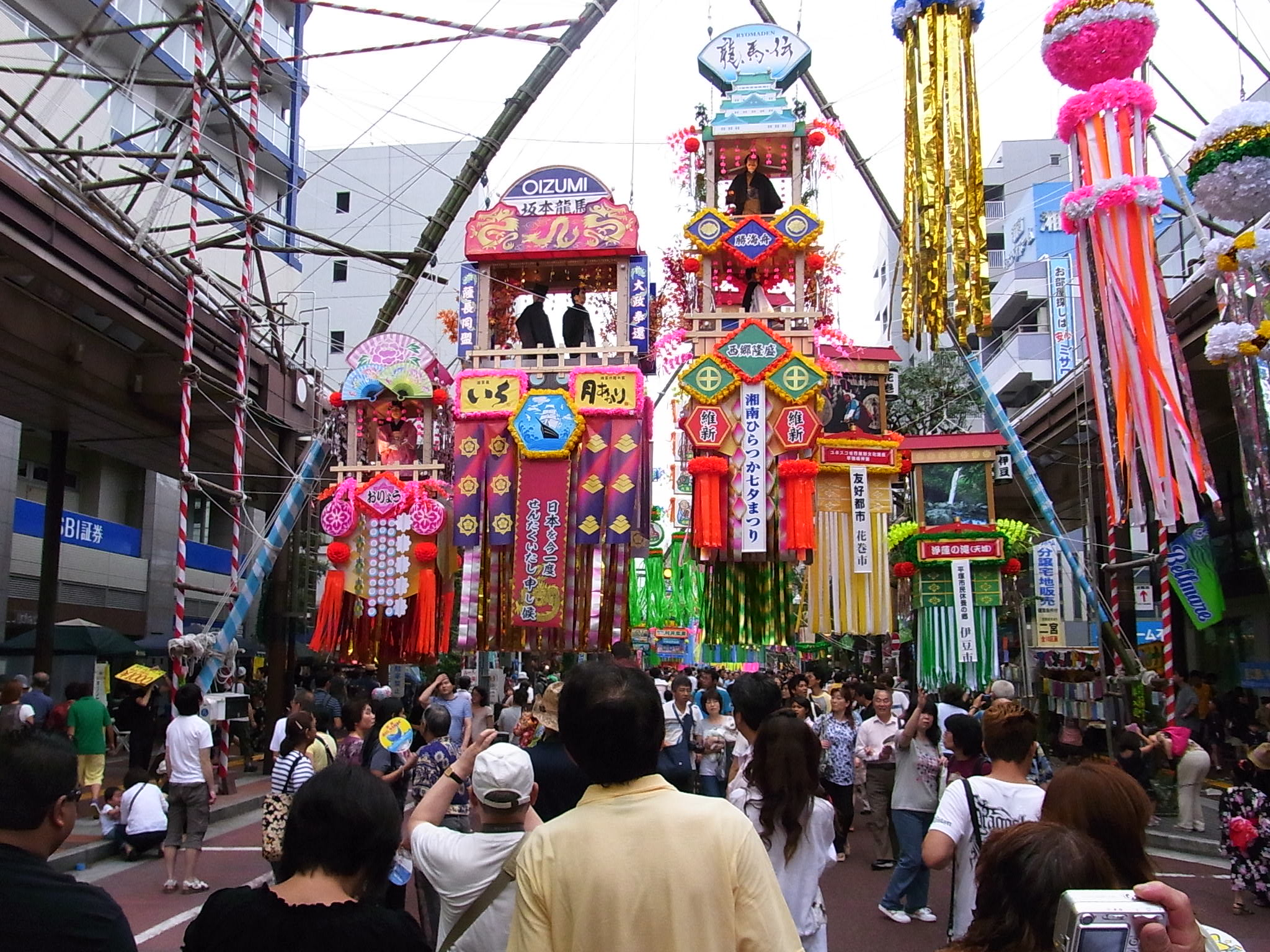
同左（2010年7月3日撮影）
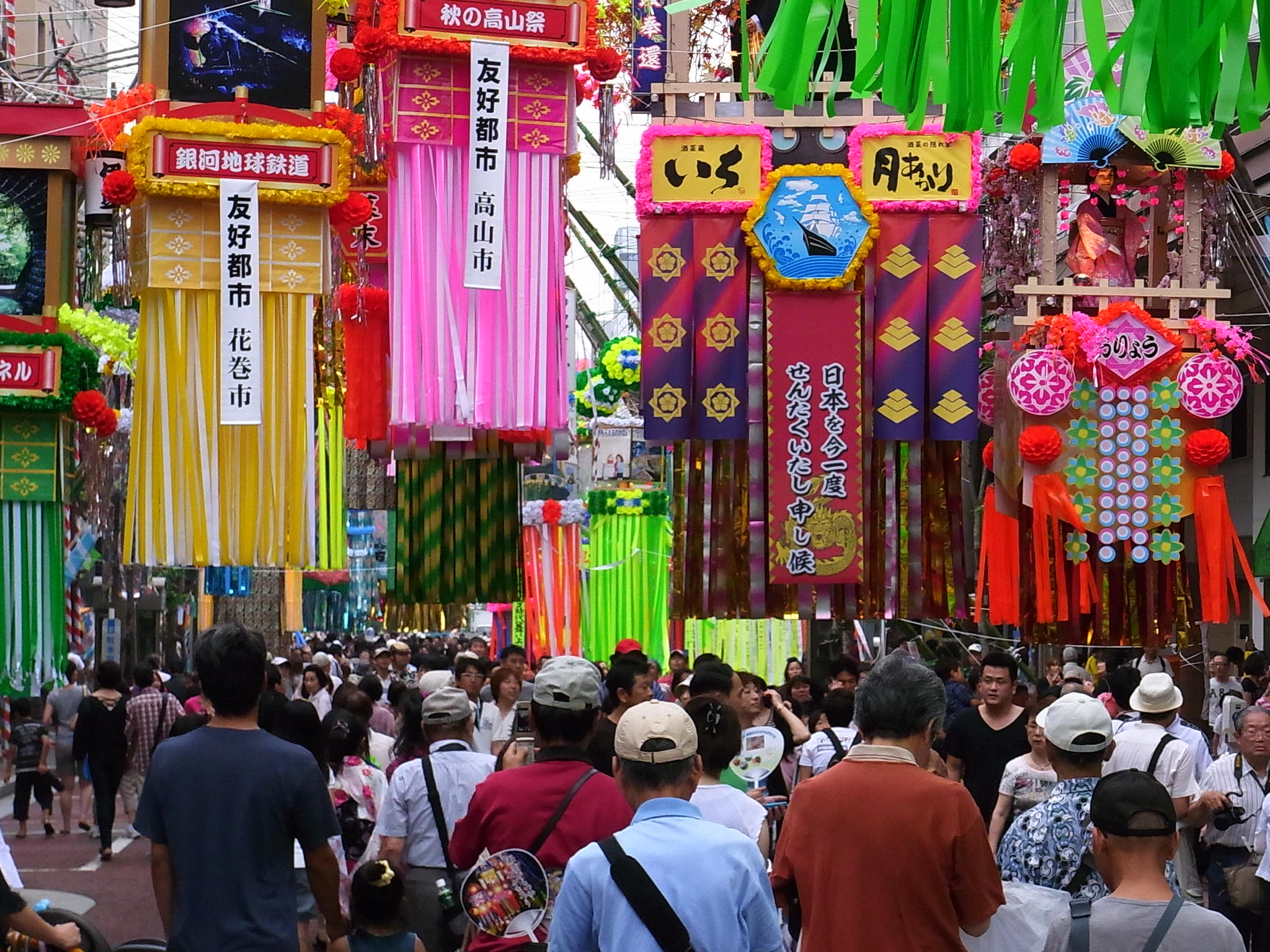
同左（2010年7月3日撮影）
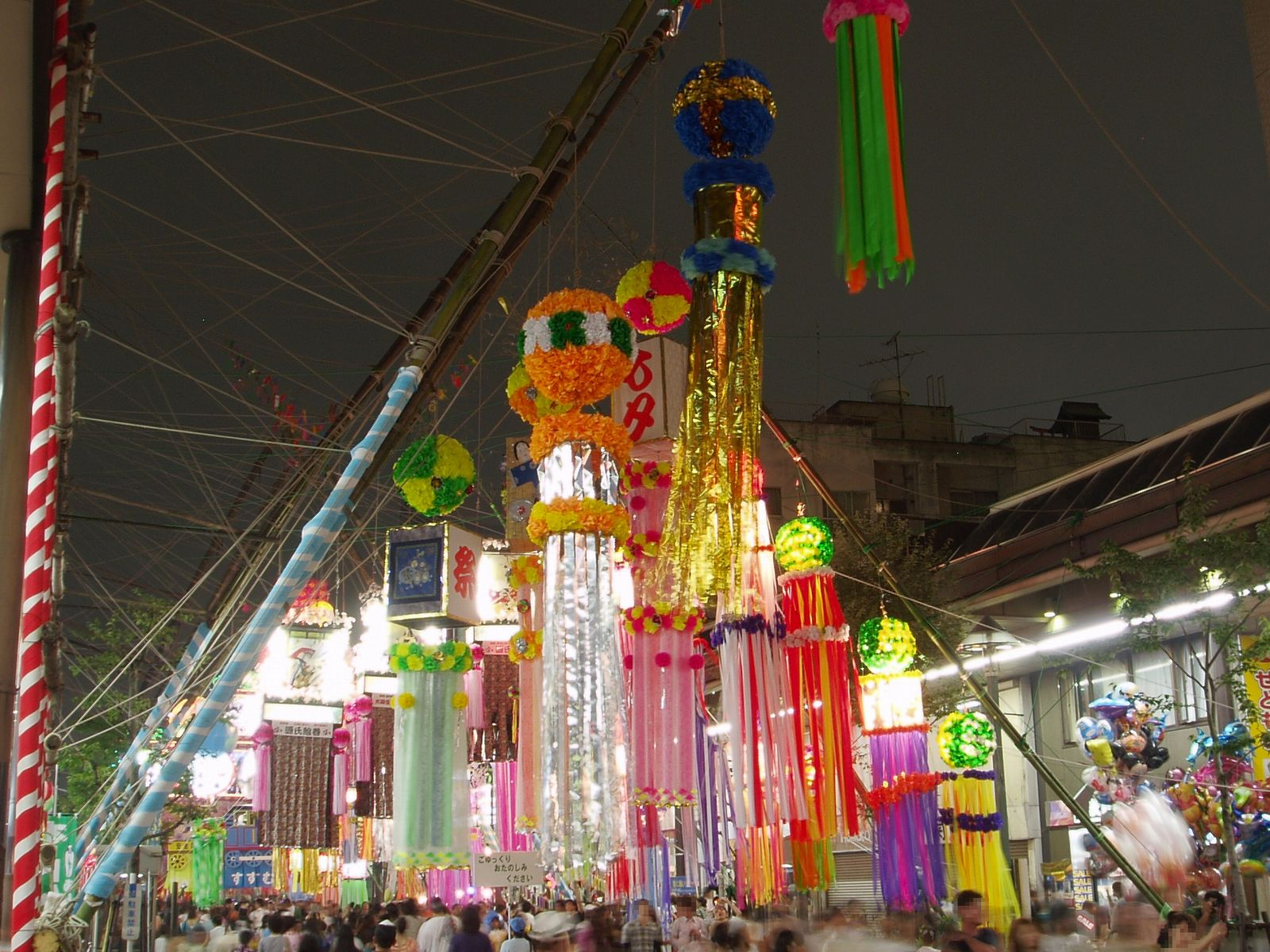
湘南ひらつか七夕まつり（夜景）